# Abondance (divinité)
Pour les articles homonymes, voir Abondance.

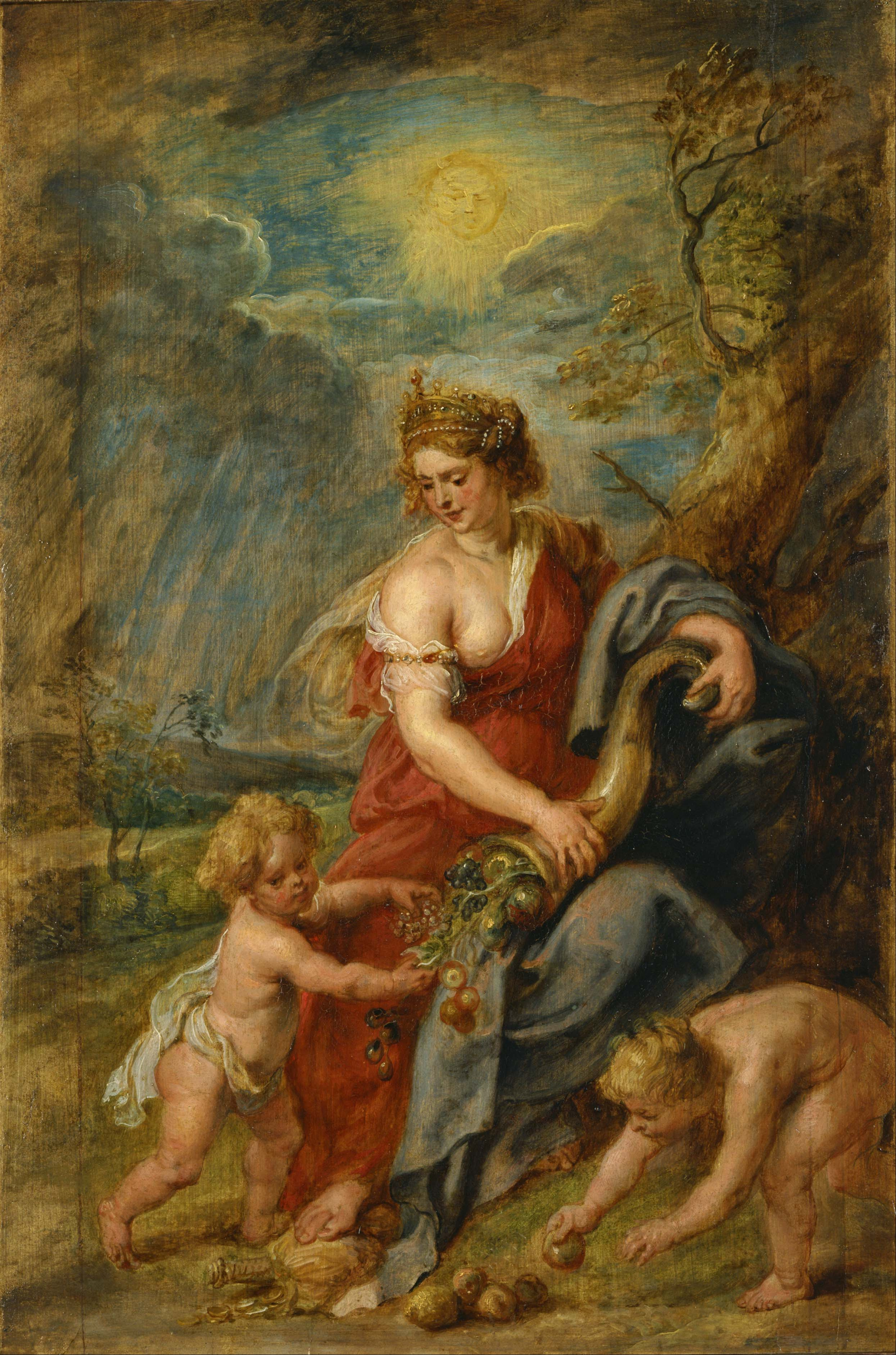
Abundantia (v. 1630) de Rubens.

Dans la religion romaine ancienne, Abondance, en latin Abundantia ou Abundita, était une personnification divine de l'abondance et de la prospérité. Elle a été l'une des incarnations de la vertu dans la propagande religieuse qui a fait de l'empereur l'instigateur des conditions de l'« âge d'or ». Abondance fait donc partie de l'art, du culte ainsi que de la littérature mais très peu de la mythologie romaine en tant que telle. Elle a peut-être survécu sous une forme ou une autre en Gaule romaine ainsi qu’en France médiévale.

## À Rome
Le poète latin Ovide donne à Abondance un rôle dans le mythe d'Acheloüs, le dieu du fleuve, dont l'une des cornes a été arrachée de son front par Hercule. La corne a été récupérée par les Naïades et transformée en corne d'abondance qui a été accordée à Abondance. D'autres mythes fondateurs fournissent différentes explications quant à l'origine de la corne d'abondance.

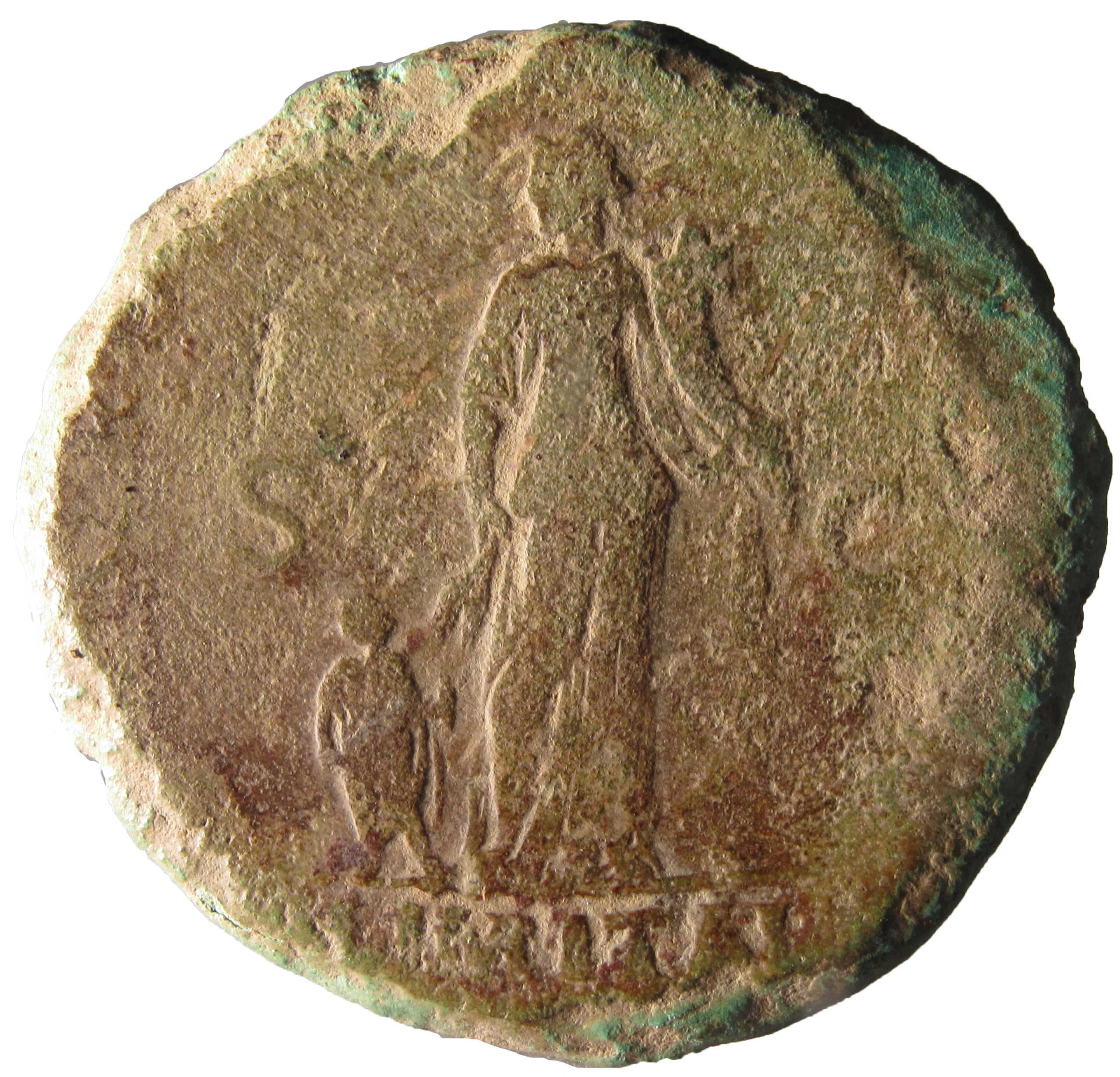
Allégorie de l'Abondance sur une monnaie de Trajan.

Sur les monnaies de Néron, elle était associée à Cérès et assimilée à Annona, qui incarnait l'approvisionnement en grains. Comme Annona, l'Abondance était une « vertu en action » dans des endroits comme le port, où le grain entrait dans la ville.
Abondance apparaît dans le contexte de l'iconographie mithraïque sur un vase de Lezoux, dans la province romaine de Gaule aquitaine, qui présente la description la plus complète du sacrifice du taureau qui a été au centre de la religion. Abondance est assise et tient une corne d'abondance comme une image de « l'abondance qui découle de l'acte de Mithras ».

## Pérennité éventuelle

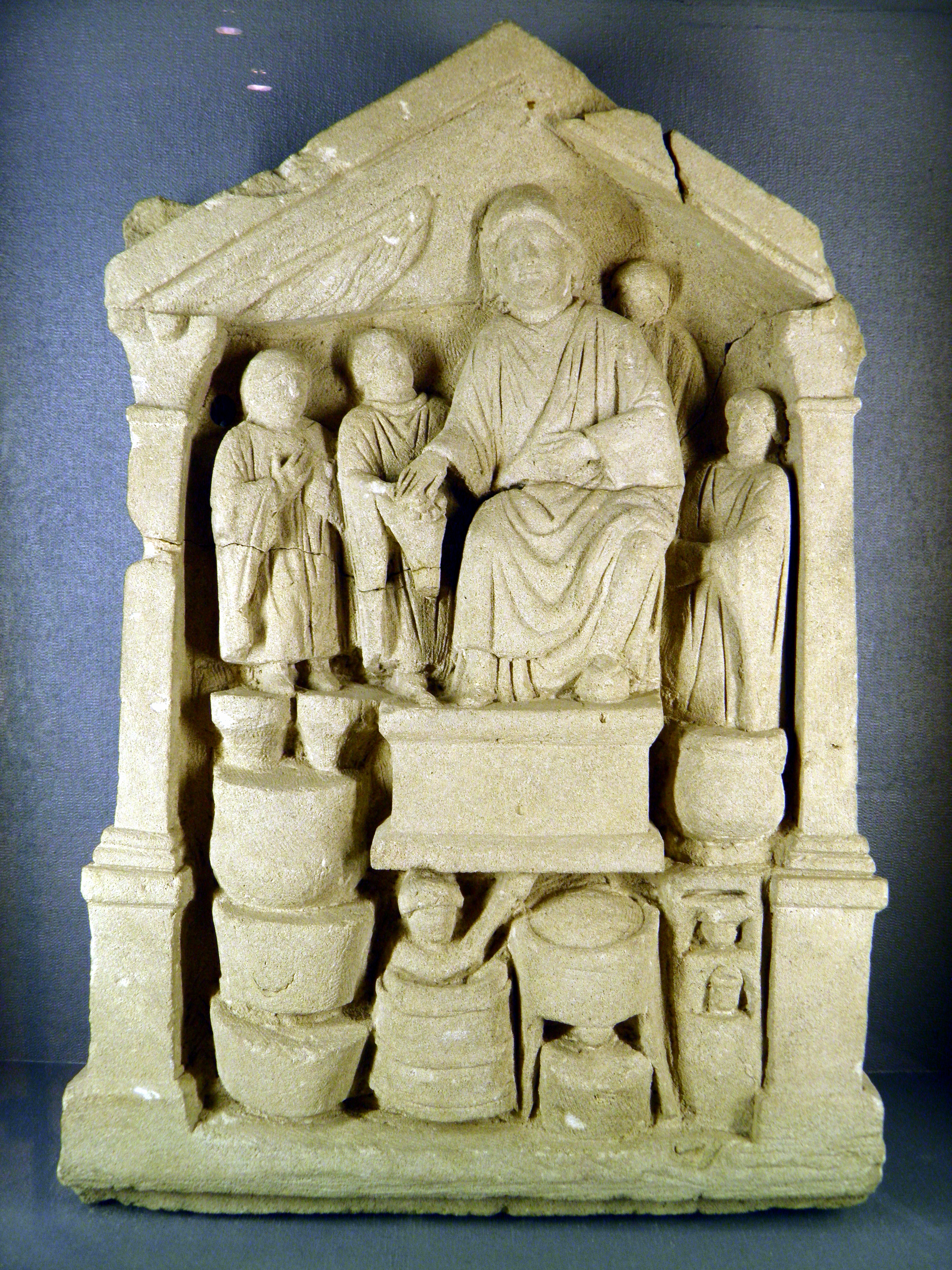
Rosmerta ou l'Abondance à Grand.

Il a été suggéré que la déesse gauloise Rosmerta ait une équivalence fonctionnelle avec Abondance mais les deux n'ont jamais été directement identifiées dans les inscriptions. Guillaume d'Auvergne (d. 1249), un évêque de Paris, mentionne une Domina Abundia (« Maîtresse Abundia »), qui apparaît également dans Le Roman de la Rose sous le nom de « Dame Habonde ». L'évêque tire son nom de « abundantia », mais il peut se tromper. La nuit, les « dominae » pénètrent dans les maisons où des offrandes ont été faites pour elles. Elles mangent et boivent directement dans les récipients, sans que le contenu en soit diminué. Si elles sont satisfaites, elles apportent prospérité et fécondité. Guillaume considérait ces pratiques comme une forme d'idolâtrie. Les folkloristes du XIXe siècle considéraient ces figures comme des fées celtiques.
Nicolas de Cues rapporte que lors de ses voyages à travers les Alpes occidentales en 1457, il rencontra deux vieilles femmes qui lui dirent qu'elles étaient au service de Domina Abundia. Elles s'identifièrent comme étant des chrétiennes apostâtes et avaient été emprisonnées pour sorcellerie. Nicolas pensait qu'elles avaient été dupées par le diable mais qu'elles devraient être autorisées à recevoir la pénitence plutôt que de brûler sur un bûcher.

## Art postérieur et allégorie
Les représentations de l'Abondance sont liées soit aux divinités de la nature, soit à des activités humaines telles que l'agriculture et le commerce, servant souvent de célébration du bon gouvernement ou du souverain.
Dans l'art occidental postérieur à l'Antiquité, l'Abondance est souvent représentée tenant sa corne d'abondance et ses gerbes de maïs ou de blé. Pour Cesare Ripa, l'Abondance doit ainsi être représentée sous la forme d'une femme belle et aimable, portant une couronne de fleurs (sources de fruits) et une robe verte (symbole de l'espérance) brodée d'or (couleur de la moisson) ; elle tient une corne d'abondance dans la main droite et un faisceau d'épis variés et de légumes, qui échappent et tombent par terre. Sa beauté s'oppose à la laideur de l'indigence. Un gouvernail, qui rappelait dans la Rome antique que la récolte annuelle arrivait par la voie des eaux, peut également apparaître ou être remplacé par une rame.
Alors que l'Abondance était souvent représentée à l'époque antique sur des médailles et des monnaies, qui constituent une source de documentation majeure pour Cesare Ripa, à l'époque moderne on la retrouve dans des cycles décoratifs de grandes demeures, sur des tombeaux de grands personnages ou dans des monuments publics. Sur le monument du cœur d'Anne de Montmorency, l'Abondance tient la corne d'abondance et offre des épis de blé et du raisin ; comme c'est souvent le cas, elle est associée à la Paix et à la Justice. Au château de Versailles, le salon de l'Abondance, dont le plafond est peint de trois figures allégoriques, donnait accès au cabinet dans lequel Louis XIV conservait ses objets d'arts les plus précieux. 

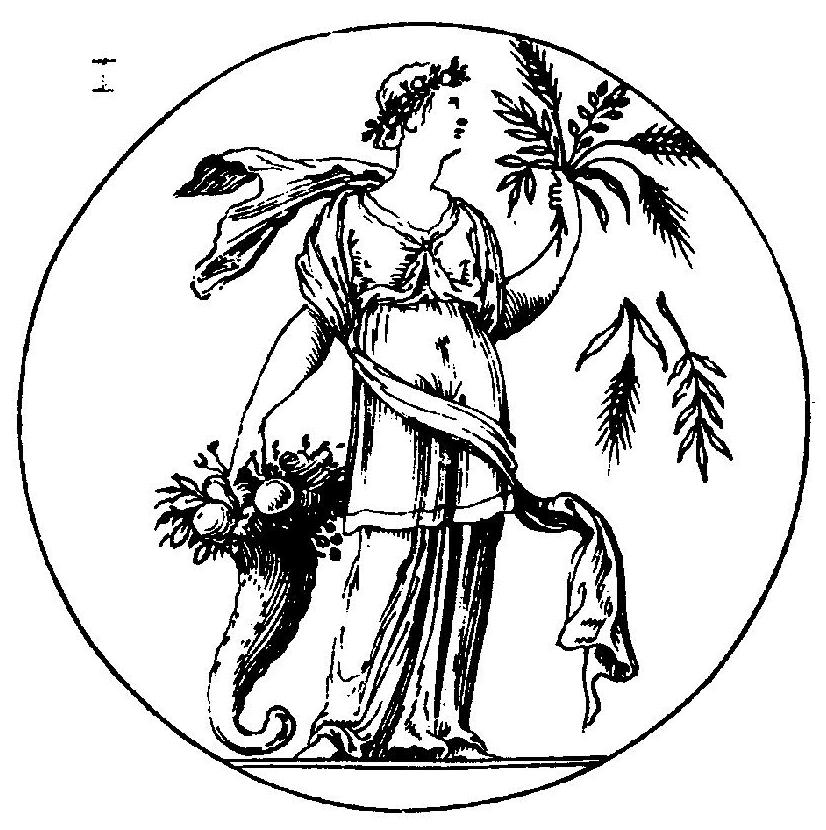
L'Abondance selon Cesare Ripa.
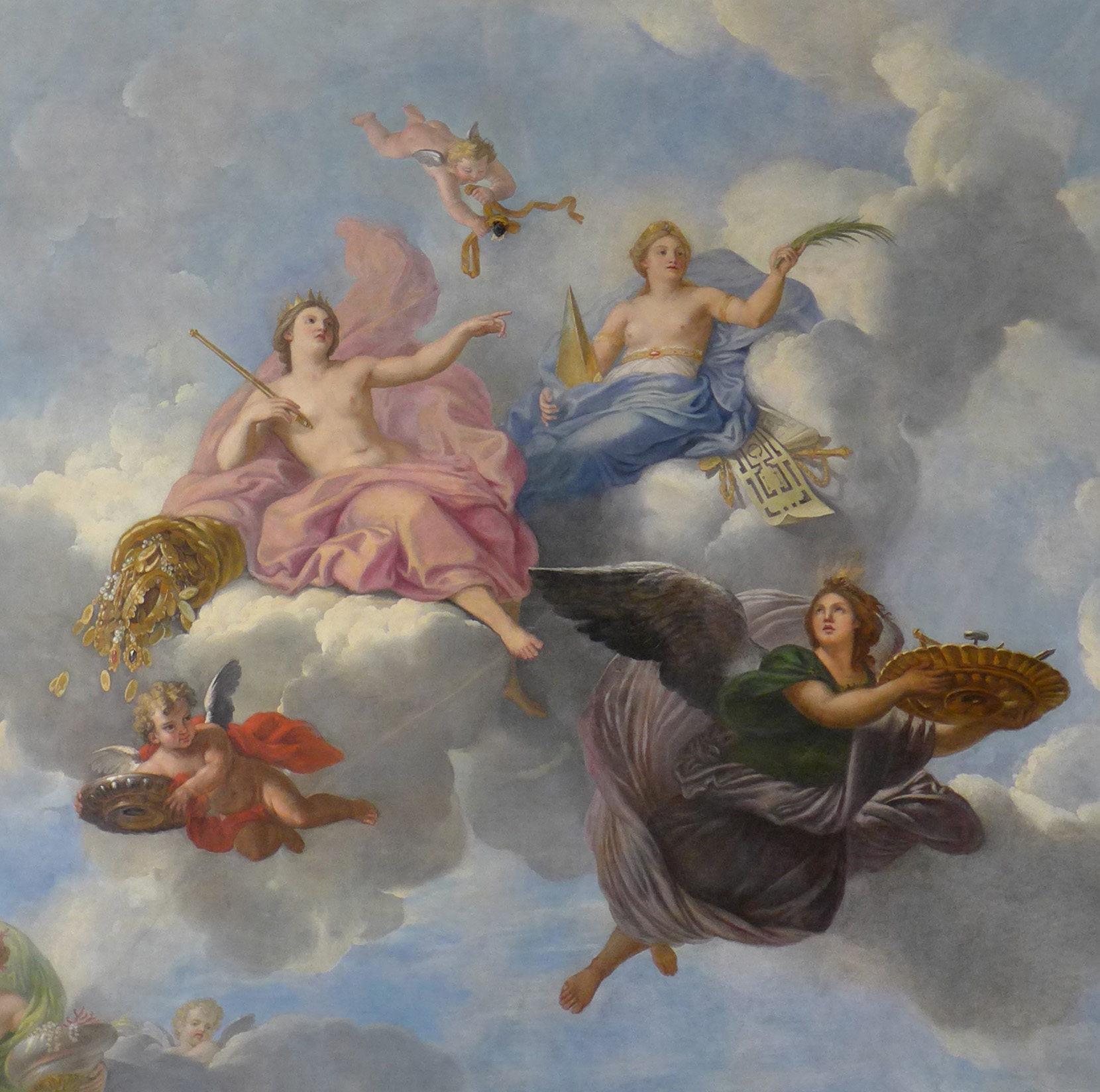
Le plafond du salon de l'Abondance au château de Versailles.
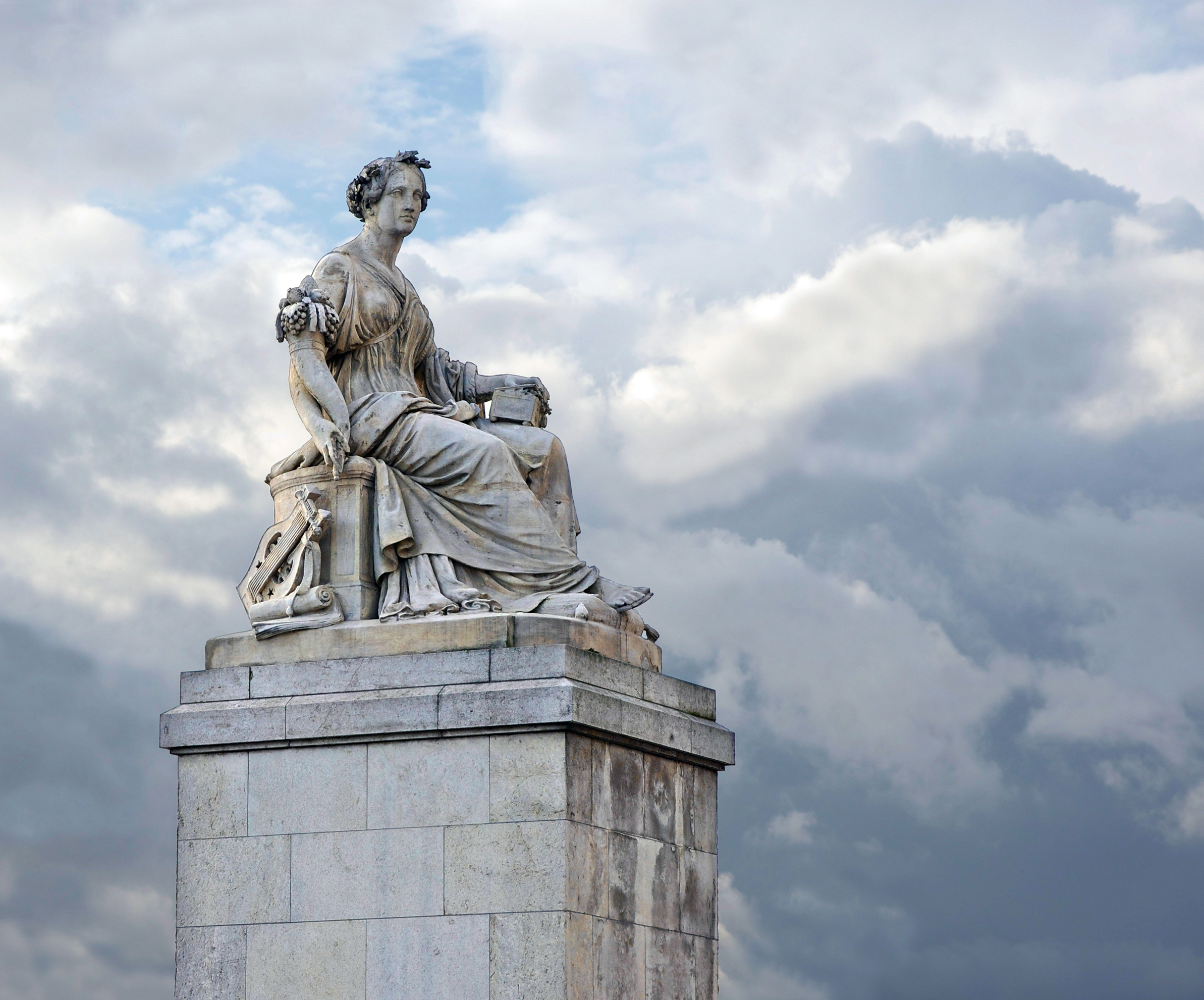
Statue de l'Abondance par Louis Petitot.